# David López Silva
David López Silva (Barcellona, 9 ottobre 1989) è un calciatore spagnolo, centrocampista del Girona.

## Caratteristiche tecniche
Dotato di una grande fisicità, si fa rispettare nel gioco aereo e nei contrasti. Piede destro, svolge il ruolo del mediano di schermo per la difesa con buon senso della posizione. Predilige i compiti difensivi a quelli offensivi. Raramente è stato utilizzato anche come difensore centrale.

## Carriera
Inizia la carriera nella squadra locale dell'Espanyol giocando nella stagione 2008-09 nella squadra B in Tercera División. L'anno successivo viene ceduto in prestito al Terrasa in Segunda División B. Nella stagione 2010-2011 (precisamente il 26 settembre 2010) fa il suo esordio in Primera División con l'Espanyol partendo dalla panchina nella vittoria per 1-0 contro l'Osasuna chiuderà la stagione con altre 2 presenze in prima squadra e diverse nella squadra B.
Nei successivi due anni viene ceduto nuovamente in prestito prima al Leganés in Segunda División B e successivamente al Huesca in Segunda División. Il 16 giugno 2013 torna all'Espanyol che fa la valere la clausola di riacquisto per una somma vicina ai 250000 €. Il 24 agosto 2013 segna il suo primo gol in Primera División nella vittoria casalinga per 3-1 contro il Valencia.
Il 31 agosto 2014 viene acquistato a titolo definitivo dal Napoli, con cui firma un contratto quinquennale. Fa il suo esordio con la nuova maglia in Europa League (prima presenza in partite europee) il 18 settembre 2014 nella partita vinta per 3-1 contro lo Sparta Praga e tre giorni più tardi quello nel campionato italiano il 21 settembre allo stadio "Friuli" di Udine contro l'Udinese. Il 22 dicembre vince il suo primo trofeo con la maglia azzurra, la Supercoppa italiana ai rigori contro la Juventus. Nella stagione 2015-16 viene invece utilizzato dal nuovo tecnico Sarri nella nuova ed insolita posizione di centrocampista offensivo soprattutto subentrando negli ultimi minuti delle partite, e trova il suo primo gol stagionale il 20 aprile 2016 segnando l'ultima rete del 6 a 0 inflitto al Bologna allo Stadio San Paolo di Napoli.
Dopo due anni in Italia, il 26 agosto 2016 ritorna all'Espanyol per 4,5 milioni di euro a titolo definitivo, firmando un contratto quadriennale con opzione per un ulteriore anno.
Segna il suo primo gol con la maglia dell'Espanyol dopo essere tornato, il 18 dicembre 2016 nel derby contro il Barcellona al Camp Nou, in cui hanno trionfato i blaugrana per 4-1. Il 2 marzo 2019, durante la partita contro il Valladolid, riporta la rottura completa del legamento crociato del ginocchio sinistro, costringendolo ad uno stop forzato di almeno sei mesi.
Il 4 gennaio 2020 segna nel derby catalano contro il Barcellona, partita finita poi 2-2.

## Statistiche

### Presenze e reti nei club
Statistiche aggiornate all'11 dicembre 2024.
| Stagione        | Squadra         | Campionato      | Campionato | Campionato | Coppe nazionali | Coppe nazionali | Coppe nazionali | Coppe continentali | Coppe continentali | Coppe continentali | Altre coppe | Altre coppe | Altre coppe | Totale | Totale |
| Stagione        | Squadra         | Comp            | Pres       | Reti       | Comp            | Pres            | Reti            | Comp               | Pres               | Reti               | Comp        | Pres        | Reti        | Pres   | Reti   |
| --------------- | --------------- | --------------- | ---------- | ---------- | --------------- | --------------- | --------------- | ------------------ | ------------------ | ------------------ | ----------- | ----------- | ----------- | ------ | ------ |
| 2009-2010       | Terrassa        | SDB             | 31         | 2          | CR              | 0               | 0               | -                  | -                  | -                  | -           | -           | -           | 31     | 2      |
| 2010-2011       | Espanyol        | PD              | 3          | 0          | CR              | 0               | 0               | -                  | -                  | -                  | -           | -           | -           | 3      | 0      |
| 2011-2012       | Leganés         | SDB             | 30         | 4          | CR              | 2               | 0               | -                  | -                  | -                  | -           | -           | -           | 32     | 4      |
| 2012-2013       | Huesca          | SD              | 38         | 3          | CR              | 2               | 0               | -                  | -                  | -                  | -           | -           | -           | 40     | 3      |
| 2013-2014       | Espanyol        | PD              | 33         | 2          | CR              | 4               | 1               | -                  | -                  | -                  | -           | -           | -           | 37     | 3      |
| ago. 2014       | Espanyol        | PD              | 1          | 0          | CR              | 0               | 0               | -                  | -                  | -                  | -           | -           | -           | 1      | 0      |
| set. 2014-2015  | Napoli          | A               | 32         | 1          | CI              | 2               | 0               | UEL                | 9                  | 1                  | SI          | 1           | 0           | 44     | 2      |
| 2015-2016       | Napoli          | A               | 25         | 1          | CI              | 2               | 0               | UEL                | 8                  | 0                  | -           | -           | -           | 35     | 1      |
| Totale Napoli   | Totale Napoli   | Totale Napoli   | 57         | 2          |                 | 4               | 0               |                    | 17                 | 1                  |             | 1           | 0           | 79     | 3      |
| 2016-2017       | Espanyol        | PD              | 36         | 3          | CR              | 1               | 0               | -                  | -                  | -                  | -           | -           | -           | 37     | 3      |
| 2017-2018       | Espanyol        | PD              | 37         | 1          | CR              | 6               | 0               |                    | -                  | -                  |             | -           | -           | 43     | 1      |
| 2018-2019       | Espanyol        | PD              | 21         | 0          | CR              | 3               | 0               | -                  | -                  | -                  | -           | -           | -           | 24     | 0      |
| 2019-2020       | Espanyol        | PD              | 32         | 4          | CR              | 1               | 0               | UEL                | 3                  | 0                  | -           | -           | -           | 36     | 4      |
| 2020-2021       | Espanyol        | SD              | 37         | 1          | CR              | 1               | 0               | -                  | -                  | -                  | -           | -           | -           | 38     | 1      |
| 2021-2022       | Espanyol        | PD              | 18         | 0          | CR              | 0               | 0               | -                  | -                  | -                  | -           | -           | -           | 18     | 0      |
| Totale Espanyol | Totale Espanyol | Totale Espanyol | 218        | 11         |                 | 16              | 1               |                    | 3                  | 0                  |             | -           | -           | 237    | 12     |
| 2022-2023       | Girona          | PD              | 20         | 3          | CR              | 0               | 0               | -                  | -                  | -                  | -           | -           | -           | 20     | 3      |
| 2023-2024       | Girona          | PD              | 25         | 3          | CR              | 0               | 0               | -                  | -                  | -                  | -           | -           | -           | 25     | 3      |
| 2024-2025       | Girona          | PD              | 17         | 1          | CR              | 1               | 0               | UCL                | 4                  | 1                  | -           | -           | -           | 22     | 2      |
| Totale Girona   | Totale Girona   | Totale Girona   | 62         | 7          |                 | 1               | 0               |                    | 4                  | 1                  |             | -           | -           | 67     | 8      |
| Totale carriera | Totale carriera | Totale carriera | 436        | 29         |                 | 25              | 1               |                    | 24                 | 2                  |             | 1           | 0           | 486    | 32     |

## Palmarès

### Club

#### Competizioni nazionali
- Supercoppa italiana: 1

Napoli: 2014
- Segunda División: 1

Espanyol: 2020-2021